# 詹姆斯·格雷厄姆
詹姆斯·格雷厄姆（英語：James Graham，1870年2月12日—1950年2月18日），美国男子射击运动员。他曾代表美国参加1912年夏季奥林匹克运动会射击比赛，获得男子多向飞碟金牌。